# Junction City (Californie)
Pour les articles homonymes, voir Junction City.
Junction City est une census-designated place du comté de Trinity, dans l'État de Californie, aux États-Unis,. En 2020, elle compte une population de 658 habitants.